# Алис Вити
Алис Ен Дорин Вити (енгл. Alice Ann Doreen Whitty; Ванкувер, 24. март 1934 — 7. јануар 2017) била је канадска скакачица увис, двострука учесница Олимпијских игара 1952. у Хелсинкију и 1956. у Мелбурну
На Играма у Хелсинкију је била десета, 1954. освојила је бронзу на Играма Комонвелта у Ванкуверу, а 1955. била је пета на Панамеричким играма у Мексико Ситију.
На Олимпијским играма у Мелбурну 1956. била је 16, а на Панамеричким играма 1959. године у Чикагу је освојила сребрну медаљу.
Шест пута је била првакиња Канаде (1951, 1952, 1956, 1958−1960).
Лични рекорд од 1,625 метара поставила је у Викторији 23. јуна, 1956.